# Centrale thermique de Tuoketuo
La centrale thermique de Tuoketuo est une centrale thermique en Mongolie-intérieure en Chine.